# Бартагов, Иван Васильевич
Иван Васильевич Бартагов (?-?) эсер, революционер, городской голова Юзовки в 1917-1918 гг.

## Биография
До революции работал учителем в Юзовке. Был членом Партии социалистов-революционеров.
В 1917 году возглавил Юзовский районный комитет Партии социалистов-революционеров.
13 декабря 1917 года был избран городским головой Юзовки, на этом посту с перерывами пробыл до декабря 1918 года.
Дальнейшая судьба неизвестна.